# Powerstroke
Powerstroke ist eine belgische Thrash-Metal-Band aus Flandern, die 2008 gegründet wurde.

## Geschichte
Als Gewinner des „Metal Battle Belgium 2011“ spielte Powerstroke 2011 auf dem Wacken Open Air. Vier Jahre später gewannen sie einen anderen Wettbewerb, der ihnen dann einen Platz beim Graspop Metal Meeting 2015 sicherte. Im gleichen Jahr spielten sie zudem auf Antwerp Metal Fest.
Die sonstigen Touraktivitäten umfassen u. a. Auftritte mit Body Count und Pro-Pain.

## Stil
Als musikalisches Etikett wurde beim dritten Album Groove Metal benutzt. Zum fünften, 2018 veröffentlichten Album wurden u. a. Fear Factory, Devildriver, Sick of It All und Pro-Pain als Referenz herangezogen.

## Diskografie
Alben
- 2009: Once... We Were Kings (Alcatraz Music)
- 2012: Awaken the Beast (Ultimhate Records)
- 2014: In for a Penny, In for a Pound (Mighty Music)
- 2016: Done Deal (Spinal Records)
- 2018: Omissa (Bret Hard Records)
- 2020: The Path Against All Others (Graviton Music Services)
- 2023: Diamonds Made of Scars (Racoon Records)